# Мел Гибсън
Мел Гибсън (на английски: Mel Gibson) е американски актьор, режисьор, продуцент и сценарист. Известен е най-вече с ролите си в „Смъртоносно оръжие“ и „Смело сърце“ и с режисурата на „Страстите Христови“. В най-добрата си форма Гибсън е висок 177 см.

## Биография

### Детство и образование
Мел е роден в Пийкскил в окръг Уестчестър, щат Ню Йорк, и е шестото дете от общо 11 в семейството на писателя Хътън Гибсън (1918 – 2020) и Ан Патриша. Майка му умира през декември 1990 г. Баба му е оперната певица Ева Милот (1875 – 1920), а дядо му Джон Хътън Гибсън е американски тютюнопроизводител, милионер.
На 12-годишна възраст заживява в австралийския град Сидни. Следва актьорско майсторство в Националния институт за драматично изкуство, където играе с Джуди Дейвис в театрална постановка на „Ромео и Жулиета“.

### Кариера
През 1980-те основава продуцентската компания „Айкън Пръдъкшънс“. През 1981 г. участва във филма „Галиполи“ и печели награда за най-добър актьор от Австралийския филмов институт.
Филмът „Лудия Макс“, неговият дебют като актьор и всъщност филмът, който го изстрелва на върха, е нискобюджетно фентъзи на Джордж Милър.
През 1995 г. Гибсън продуцира, режисира и участва във филма „Смело сърце“, за който печели Златен глобус за най-добър режисьор, „Оскар“ за най-добър режисьор и най-добър филм. След това режисира и продуцира „Страстите Христови“ – успешна, но и силно критикувана библейска драма. През 2006 г. режисира „Апокалипто“.
Кариерата му се възражда с участието му във филма „Бобъра“ (2011) и режисьорското му завръщане след 10-годишно отсъствие – „Възражение по съвест“, който печели два „Оскара“ и получава още четири други номинации, включително за най-добър филм и за най-добър режисьор – втората му номинация в тази категория.

## Избрана филмография

### Актьор
| Година | Филм                    | Оригинално заглавие          | Роля                 | Режисьор                     |
| ------ | ----------------------- | ---------------------------- | -------------------- | ---------------------------- |
| 1979   | Лудия Макс              | Mad Max                      | Макс Рокатански      | Джордж Милър                 |
| 1979   | Тим                     | Tim                          | Тим Мелвил           | Майкъл Пейт                  |
| 1981   | Галиполи                | Gallipoli                    | Франк                | Питър Уиър                   |
| 1981   | Лудия Макс 2            | Mad Max 2                    | Макс Рокатански      | Джордж Милър                 |
| 1984   | Баунти                  | The Bounty                   | Флечър Крисчън       | Роджър Доналдсън             |
| 1984   | Реката                  | The River                    | Том Гарви            | Марк Райдел                  |
| 1984   | Госпожа Софел           | Mrs. Soffel                  | Ед Бидъл             | Джилиан Армстронг            |
| 1985   | Лудия Макс 3            | Mad Max Beyond Thunderdome   | Макс Рокатански      | Джордж Милър, Джордж Огилви  |
| 1987   | Смъртоносно оръжие      | Lethal Weapon                | Мартин Ригс          | Ричард Донър                 |
| 1988   | Текила на разсъмване    | Tequila Sunrise              | Дейл „Мак“ Маккъсик  | Робърт Таун                  |
| 1989   | Смъртоносно оръжие 2    | Lethal Weapon 2              | Мартин Ригс          | Ричард Донър                 |
| 1990   | Птица върху жица        | Bird on a Wire               | Ричард „Рик“ Джармин | Джон Бедъм                   |
| 1990   | Еър Америка             | Air America                  | Джийн Райък          | Роджър Спотисууд             |
| 1990   | Хамлет                  | Hamlet                       | Хамлет               | Франко Дзефирели             |
| 1992   | Смъртоносно оръжие 3    | Lethal Weapon 3              | Мартин Ригс          | Ричард Донър                 |
| 1992   | Вечно млад              | Forever Young                | Даниел Маккормак     | Стийв Минър                  |
| 1993   | Човекът без лице        | The Man Without a Face       | Джъстин Маклеод      | също режисьор                |
| 1994   | Маверик                 | Maverick                     | Брет Маверик         | Ричард Донър                 |
| 1995   | Смело сърце             | Braveheart                   | Уилям Уолъс          | също режисьор                |
| 1995   | Покахонтас              | Pocahontas                   | Джон Смит            | Майк Гейбриъл, Ерик Голдбърг |
| 1996   | Откуп                   | Ransom                       | Том Мълън            | Рон Хауърд                   |
| 1997   | Теория на конспирацията | Conspiracy Theory            | Джери Флечър         | Ричард Донър                 |
| 1998   | Смъртоносно оръжие 4    | Lethal Weapon 4              | Мартин Бригс         | Ричард Донър                 |
| 1999   | Разплата                | Paycheck                     | Портър               | Брайън Хелгеланд             |
| 2000   | Хотел за милион долара  | The Million Dollar Hotel     | Скинър               | Вим Вендерс                  |
| 2000   | Бягството на пилето     | Chicken Run                  | Роки Роудс (глас)    | Питър Лорд, Ник Парк         |
| 2000   | Патриотът               | The Patriot                  | Бенджамин Мартин     | Роланд Емерих                |
| 2000   | Какво искат жените      | What Women Want              | Ник Маршал           | Нанси Майърс                 |
| 2002   | Бяхме войници           | We Were Soldiers             | Хал Мур              | Рандъл Уолас                 |
| 2002   | Следите                 | Signs                        | Греъм Хес            | М. Найт Шаямалан             |
| 2010   | Острие на мрака         | Edge of Darkness             | Томас Крейвън        | Мартин Кембъл                |
| 2013   | Мачете убива            | Machete Kills                | Лутър Воз            | Робърт Родригес              |
| 2014   | Непобедимите 3          | The Expendables 3            | Конрад Стоунбанкс    | Патрик Хюс                   |
| 2016   | Кръвен баща             | Blood Father                 | Джон Линк            | Жан-Франсоа Рише             |
| 2017   | Баща в излишък 2        | Daddy's Home 2               | Кърт Майрон          | Шон Андерс                   |
| 2018   | Озлобени ченгета        | Dragged Across Concrete      | Брет Риджман         | С. Крейг Залер               |
| 2019   | Професорът и безумецът  | The Professor and the Madman | Джеймс Мъри          | Фарад Сафиниа                |
| 2020   | Силата на природата     | Force of Nature              | Рей Барет            | Майкъл Полиш                 |
| 2020   | Да убиеш Дядо Коледа    | Fatman                       | Крис Крингъл         | Ешъм Нелмс, Иън Нелмс        |
| 2022   | Father Stu              | Father Stu                   | Бил Лонг             | Розалинд Рос                 |

### Режисьор
| година | филм                 | оригинално заглавие       |
| ------ | -------------------- | ------------------------- |
| 1993   | Човекът без лице     | The Man Without a Face    |
| 1995   | Смело сърце          | Braveheart                |
| 2004   | Страстите Христови   | The Passion of the Christ |
| 2006   | Апокалипто           | Apocalypto                |
| 2016   | Възражение по съвест | Hacksaw Ridge             |

### Продуцент
| година | филм               | оригинално заглавие       |
| ------ | ------------------ | ------------------------- |
| 1995   | Смело сърце        | Braveheart                |
| 2004   | Страстите Христови | The Passion of the Christ |
| 2004   | Папараци           | Paparazzi                 |